# Nissan Sunny Coupé

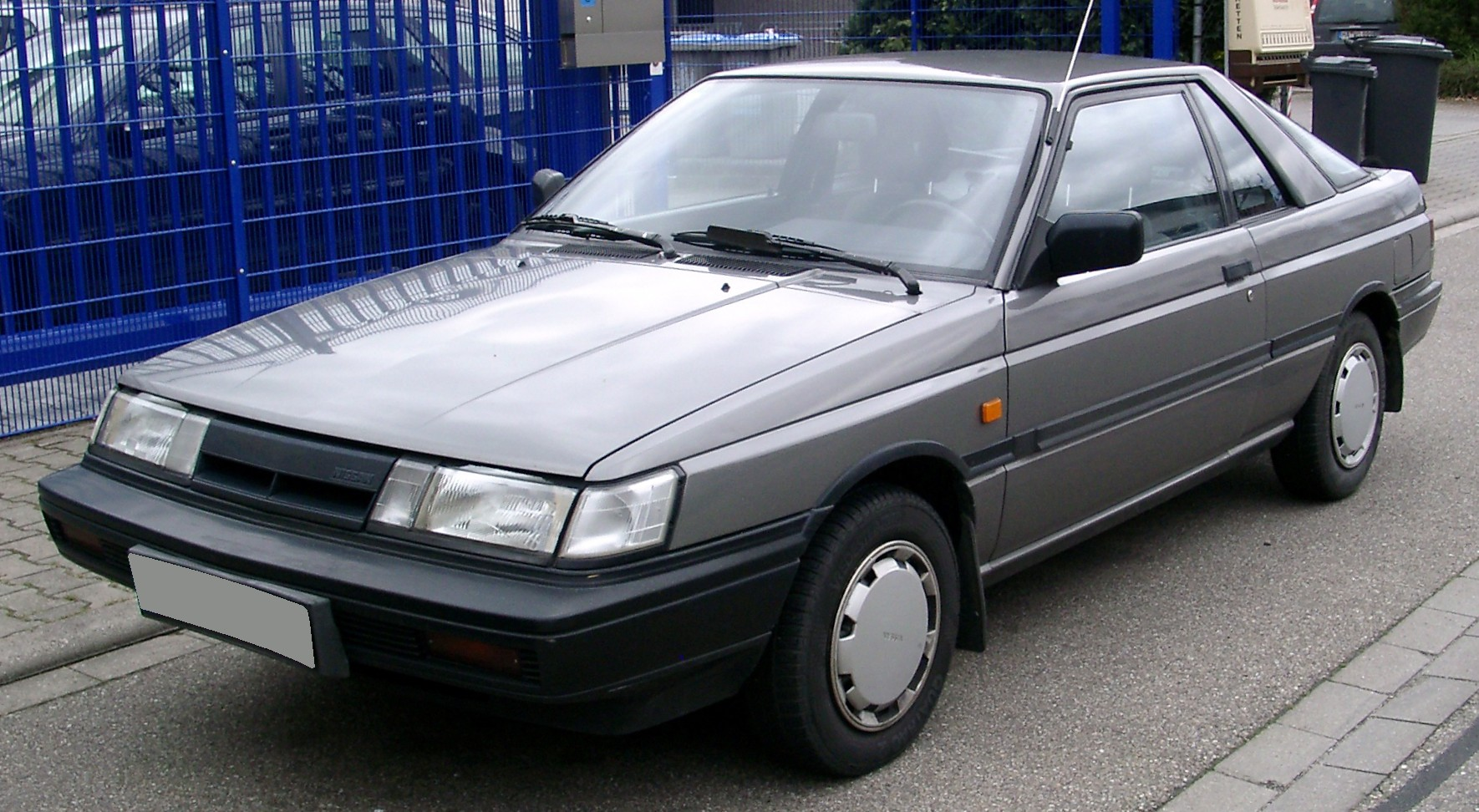
Nissan Sunny Coupé

Das Nissan Sunny Coupé (B12) (in Japan Nissan Sunny RZ-1 genannt) ist ein Personenkraftwagen, der von Nissan zwischen Frühjahr 1986 und Ende 1990 in zwei Modellreihen gebaut wurde. Bei dem 2+2 Sitzer handelt es sich in der Tat um einen Sportcoupé. Es war der Vorläufer des Nissan 100NX.
Außerhalb Europas wurde er unter dem Namen Nissan Sentra Coupé oder Nissan ZX Coupé und in Japan selbst als Nissan RZ-1 angeboten. Die in unterschiedliche Staaten gelieferten Fahrzeuge unterschieden sich teilweise stark in Details und Motorisierungen, so wurde die Anfang 1989 eingeführte 1,8-l-Maschine (92 kW/125 PS) in den Vereinigten Staaten nie angeboten.
Erschien der älteste Sunny (B11) noch flach, wurde das Nachfolgemodell (B12) kantig mit eckigen Rückleuchten, langer Motorhaube und riesiger gewölbter Heckscheibe gestaltet. Allerdings gab es auch hier verschiedene Karosserieformen, neben dem Coupe eine Kombiversion (bei Nissan Traveller genannt).
Die Motorisierung des Sunny Coupé reichte bei den Benzinern von der (selten verkauften) 1,5-l-Maschine mit 52 kW (71 PS) bis hin zum Sunny GTI, dessen Serienmotor mit 92 kW (125 PS) und 1,8 l Hubraum bestückt wurde. Generell war das Coupé der B12-Reihe extrem standfest, was sich auch in der Zuverlässigkeit der technischen Komponenten ausdrückt. Für den überdurchschnittlich guten Rostzustand nach mehr als fünfundzwanzig Jahren ist die Beschichtung verantwortlich. Alle Bleche wurden mit einem Überzug aus Nickel/Zink vor Rostbefall geschützt.
Ein Verkaufshit war das Sunny Coupé seinerzeit allerdings nicht, weswegen ab Frühjahr 1989 stärkere Triebwerke und ein optisches Facelift an z. B. Grill, Rückleuchten und Zierleisten den Verkauf ankurbeln sollten.

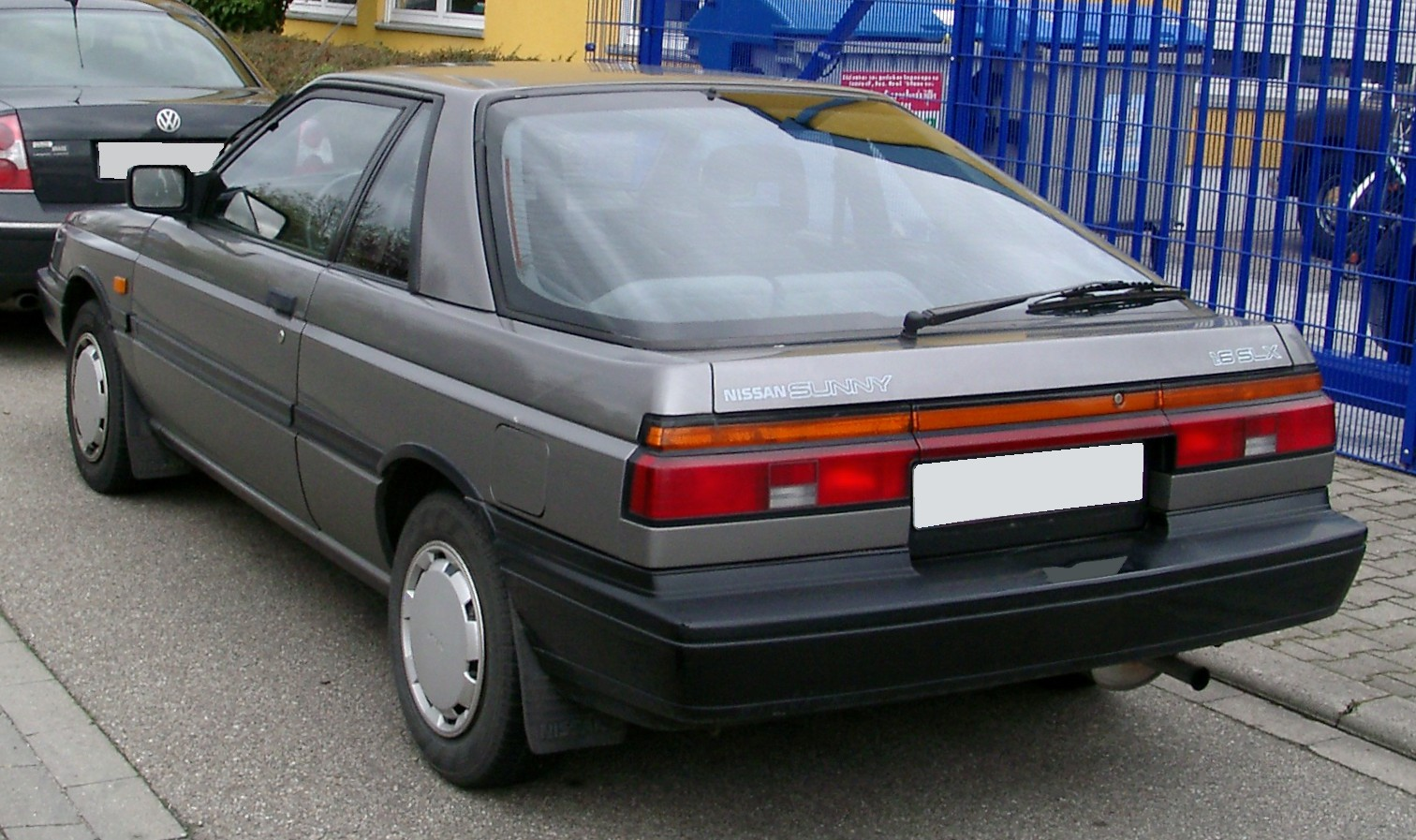
Heckansicht
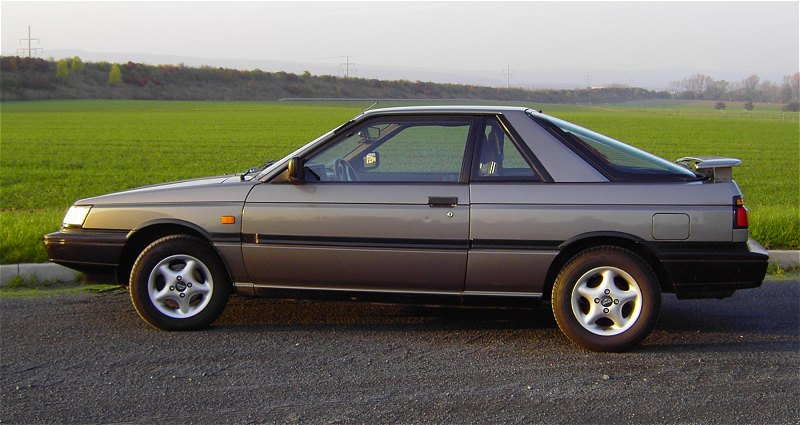
Seitenansicht